# Schwimm- und Sportverein Ulm 1846 1987-1988
Questa voce raccoglie le informazioni riguardanti lo Schwimm- und Sportverein Ulm 1846 nelle competizioni ufficiali della stagione 1987-1988.

## Stagione
Nella stagione 1987-1988 l'Ulm, allenato da Werner Nickel e Klaus Toppmöller, concluse il campionato di 2. Bundesliga al 19º posto. In Coppa di Germania l'Ulm fu eliminato al secondo turno dall'Eintracht Francoforte.

## Rosa
| N. |                     | Ruolo | Calciatore          |
| -- | ------------------- | ----- | ------------------- |
|    | Germania (bandiera) | P     | Karsten Krannich    |
|    | Germania (bandiera) | P     | Thomas Richter      |
|    | Germania (bandiera) | P     | Dieter Stirn        |
|    | Germania (bandiera) | D     | Peter Assion        |
|    | Germania (bandiera) | D     | Günter Berti        |
|    | Germania (bandiera) | D     | Rainer Heilmann     |
|    | Germania (bandiera) | D     | Thomas Schmidt      |
|    | Germania (bandiera) | D     | Hannes Schuler      |
|    | Germania (bandiera) | C     | Ulrich Böpple       |
|    | Germania (bandiera) | C     | Marco della Schiava |
|    | Germania (bandiera) | C     | Lars Ellmerich      |
|    | Germania (bandiera) | C     | Dieter Kohnle       |
|    | Germania (bandiera) | C     | Victor Lopes        |
|    | Nigeria (bandiera)  | C     | Samuel Okwaraji     |

| N. |                     | Ruolo | Calciatore        |
| -- | ------------------- | ----- | ----------------- |
|    | Germania (bandiera) | C     | Klaus Perfetto    |
|    | Germania (bandiera) | C     | Dieter Simon      |
|    | Germania (bandiera) | C     | Erich Steer       |
|    | Germania (bandiera) | C     | Andreas Zeyer     |
|    | Germania (bandiera) | C     | Michael Zeyer     |
|    | Germania (bandiera) | A     | Michael Deuerling |
|    | Germania (bandiera) | A     | Achim Glückler    |
|    | Germania (bandiera) | A     | Walter Hemmeter   |
|    | Germania (bandiera) | A     | Werner Nickel     |
|    | Croazia (bandiera)  | A     | Neven Rudić       |
|    | Germania (bandiera) | A     | Uwe Spies         |
|    | Germania (bandiera) | A     | Hans-Peter Steck  |
|    | Germania (bandiera) | A     | Waldemar Steubing |

## Organigramma societario
Area tecnica
- Allenatore: Klaus Toppmöller
- Allenatore in seconda:
- Preparatore dei portieri:
- Preparatori atletici:

## Calciomercato

### Sessione estiva
| Acquisti | Acquisti          | Acquisti              | Acquisti |
| R.       | Nome              | da                    | Modalità |
| -------- | ----------------- | --------------------- | -------- |
| C        | Klaus Perfetto    | Stoccarda             |          |
| A        | Walter Hemmeter   | Lucerna               |          |
| A        | Michael Deuerling | Hessen Kassel         |          |
| D        | Rainer Heilmann   | Pirmasens             |          |
| C        | Samuel Okwaraji   | Kärnten               |          |
| A        | Waldemar Steubing | Arminia Bielefeld     |          |
| C        | Andreas Zeyer     | Heidenheim (juniores) |          |

| Cessioni | Cessioni         | Cessioni     | Cessioni |
| R.       | Nome             | a            | Modalità |
| -------- | ---------------- | ------------ | -------- |
| C        | Joachim Engesser | Sciaffusa    |          |
| C        | Otmar Rösch      | Reutlingen   |          |
| C        | Marcus Sorg      | Stoccarda II |          |
| C        | Michael Spies    | Karlsruhe    |          |

### Sessione invernale
| Acquisti | Acquisti       | Acquisti | Acquisti |
| R.       | Nome           | da       | Modalità |
| -------- | -------------- | -------- | -------- |
| C        | Lars Ellmerich | Homburg  |          |

| Cessioni | Cessioni | Cessioni | Cessioni |
| R.       | Nome     | a        | Modalità |
| -------- | -------- | -------- | -------- |

## Risultati

### 2. Bundesliga

#### Girone di andata
| Arbitro: | Wittke |

|                      |           |                                        |
| Steck 57’ Assion 80’ | Marcatori | 9’ Schüler 51’ Gaedke 78’, 85’ Nitsche |

| Arbitro: | Assenmacher |

|                     |           |              |
| Gorka 28’ Gothe 31’ | Marcatori | 18’ Glückler |

| Arbitro: | Albrecht |

|  |           |                                     |
|  | Marcatori | 20’ Lopes 82’ Steubing 87’ Okwaraji |

| Arbitro: | Scheuerer |

|           |           |  |
| Rudić 20’ | Marcatori |  |

| Arbitro: | Kruse |

|            |           |              |
| Jursch 73’ | Marcatori | 86’ Steubing |

| Arbitro: | Kriegelstein |

|                                 |           |  |
| Rudić 17’ (rig.), 54’ Spies 82’ | Marcatori |  |

| Arbitro: | Fux |

|                                   |           |             |
| Roßberger 30’ Gebhardt 61’ (rig.) | Marcatori | 2’ Glückler |

| Arbitro: | Zimmermann |

|                                        |           |  |
| Glückler 45’ Rudić 69’ Böpple 86’, 90’ | Marcatori |  |

| Arbitro: | Kentsch |

|                                  |           |  |
| Müller 37’, 63’ Koutsoliakos 66’ | Marcatori |  |

| Arbitro: | Birlenbach |

|                                |           |           |
| Okwaraji 47’, 82’ Steubing 69’ | Marcatori | 35’ Orkas |

| Arbitro: | Merk |

|                                              |           |  |
| Helmig 18’ Laibach 50’ (rig.) Regenbogen 83’ | Marcatori |  |

| Arbitro: | Malbranc |

|  |           |                                        |
|  | Marcatori | 31’ Krümpelmann 43’ Thomas 47’ Demandt |

| Arbitro: | Kruse |

|            |           |  |
| Kremer 16’ | Marcatori |  |

| Arbitro: | Kautschor |

|                       |           |            |
| Steubing 2’ Rudić 78’ | Marcatori | 90’ Rusche |

| Bielefeld 17 ottobre 1987, ore 15:00 CET 15ª giornata | Arminia Bielefeld | 0 – 0 referto | Ulma | Bielefelder Alm (4 000 spett.)\| Arbitro: \| Retzmann \| |
| Arbitro:                                              | Retzmann          |               |      |                                                          |

| Arbitro: | Schmidt |

|             |           |                           |
| Schmidt 84’ | Marcatori | 68’ Jankovic 75’ Frömberg |

| Arbitro: | Kröger |

|              |           |  |
| Lachmann 65’ | Marcatori |  |

| Arbitro: | Kentsch |

|  |           |                                                             |
|  | Marcatori | 2’ Hein 10’, 39’, 41’ Hotić 28’, 68’ Elser 72’, 82’ Vollmer |

| Arbitro: | Reinstädtler |

|                                    |           |                                    |
| Duve 15’ Wenzel 21’, 42’ Golke 52’ | Marcatori | 27’, 37’ (rig.) Steubing 38’ Spies |

#### Girone di ritorno
| Arbitro: | Dardenne |

|                                             |           |              |
| Schüler 3’, 19’ Schlumberger 9’ Nitsche 11’ | Marcatori | 33’ Steubing |

| Arbitro: | Kasper |

|  |           |            |
|  | Marcatori | 29’ Krella |

| Arbitro: | Kriegelstein |

|                     |           |  |
| Spies 25’ Steck 90’ | Marcatori |  |

| Arbitro: | Diekert |

|                          |           |                   |
| Dubovina 33’ Janssen 73’ | Marcatori | 58’, 76’ Steubing |

| Arbitro: | Amerell |

|              |           |           |
| Okwaraji 41’ | Marcatori | 18’ Glöde |

| Arbitro: | Löwer |

|  |           |                           |
|  | Marcatori | 72’ Steubing 87’ Perfetto |

| Arbitro: | Tritschler |

|                                   |           |              |
| Steubing 25’ Steer 39’ Assion 79’ | Marcatori | 78’ Staudner |

| Arbitro: | Eli |

|                                                    |           |  |
| Gries 14’, 39’ (rig.) Bunk 15’, 79’ Sendscheid 62’ | Marcatori |  |

| Arbitro: | Dardenne |

|                     |           |                |
| Steubing 31’ (rig.) | Marcatori | 9’, 65’ Walter |

| Arbitro: | Kentsch |

|                        |           |  |
| Fuchs 42’ Pförtner 54’ | Marcatori |  |

| Arbitro: | Kröger |

|              |           |                                       |
| Okwaraji 25’ | Marcatori | 11’ Koch 34’ Abramczik 66’ Regenbogen |

| Arbitro: | Berg |

|                                 |           |  |
| Schütz 7’ Preetz 36’ Jensen 71’ | Marcatori |  |

| Arbitro: | Matheis |

|                           |           |              |
| Perfetto 50’ Steubing 77’ | Marcatori | 81’ Schröter |

| Arbitro: | Föckler |

|                                               |           |                           |
| van der Pütten 10’, 66’ Sulmann 31’ Bruns 57’ | Marcatori | 41’ Perfetto 43’ Steubing |

| Arbitro: | Wittke |

|                                  |           |              |
| Spies 20’ Perfetto 48’ Lopes 49’ | Marcatori | 70’ Schröder |

| Arbitro: | Neumann |

|                                                  |           |           |
| Kuhn 38’ (rig.), 44’, 58’ (rig.) Kügler 79’, 82’ | Marcatori | 53’ Zeyer |

| Arbitro: | Barnick |

|                        |           |                 |
| Spies 38’ Steubing 90’ | Marcatori | 14’, 46’ Trares |

| Arbitro: | Neuner |

|          |           |                                 |
| Igler 9’ | Marcatori | 67’, 80’ Steubing 75’ Ellmerich |

| Arbitro: | Kröger |

|  |           |            |
|  | Marcatori | 29’ Zander |

### Coppa di Germania
| Arbitro: | Feistner |

|               |           |              |
| Lindemann 90’ | Marcatori | 80’ Glückler |

| Arbitro: | Buchhart |

|                              |           |               |
| Patzer 16’ (aut.) Böpple 79’ | Marcatori | 22’ Donougher |

| Arbitro: | Brehm |

|                                |           |  |
| Turowski 43’, 64’ Smolarek 62’ | Marcatori |  |

## Statistiche

### Statistiche di squadra
| Competizione      | Punti | In casa | In casa | In casa | In casa | In casa | In casa | In trasferta | In trasferta | In trasferta | In trasferta | In trasferta | In trasferta | Totale | Totale | Totale | Totale | Totale | Totale | DR  |
| Competizione      | Punti | G       | V       | N       | P       | Gf      | Gs      | G            | V            | N            | P            | Gf           | Gs           | G      | V      | N      | P      | Gf     | Gs     | DR  |
| ----------------- | ----- | ------- | ------- | ------- | ------- | ------- | ------- | ------------ | ------------ | ------------ | ------------ | ------------ | ------------ | ------ | ------ | ------ | ------ | ------ | ------ | --- |
| 2. Bundesliga     | 29    | 19      | 9       | 2       | 8       | 31      | 32      | 19           | 3            | 3            | 13           | 20           | 43           | 38     | 12     | 5      | 21     | 51     | 75     | -24 |
| Coppa di Germania | -     | 1       | 1       | 0       | 0       | 2       | 1       | 2            | 0            | 1            | 1            | 1            | 4            | 3      | 1      | 1      | 1      | 3      | 5      | -2  |
| Totale            | 29    | 20      | 10      | 2       | 8       | 33      | 33      | 21           | 3            | 4            | 14           | 21           | 47           | 41     | 13     | 6      | 22     | 54     | 80     | -26 |

### Andamento in campionato
| Giornata  | 1  | 2  | 3  | 4  | 5  | 6 | 7  | 8 | 9 | 10 | 11 | 12 | 13 | 14 | 15 | 16 | 17 | 18 | 19 | 20 | 21 | 22 | 23 | 24 | 25 | 26 | 27 | 28 | 29 | 30 | 31 | 32 | 33 | 34 | 35 | 36 | 37 | 38 |
| --------- | -- | -- | -- | -- | -- | - | -- | - | - | -- | -- | -- | -- | -- | -- | -- | -- | -- | -- | -- | -- | -- | -- | -- | -- | -- | -- | -- | -- | -- | -- | -- | -- | -- | -- | -- | -- | -- |
| Luogo     | C  | T  | T  | C  | T  | C | T  | C | T | C  | T  | C  | T  | C  | T  | C  | T  | C  | T  | T  | C  | C  | T  | C  | T  | C  | T  | C  | T  | C  | T  | C  | T  | C  | T  | C  | T  | C  |
| Risultato | P  | P  | V  | V  | N  | V | P  | V | P | V  | P  | P  | P  | V  | N  | P  | P  | P  | P  | P  | P  | V  | N  | N  | V  | V  | P  | P  | P  | P  | P  | V  | P  | V  | P  | N  | V  | P  |
| Posizione | 16 | 17 | 15 | 12 | 10 | 6 | 10 | 7 | 9 | 8  | 10 | 12 | 14 | 13 | 12 | 13 | 15 | 18 | 18 | 18 | 18 | 18 | 18 | 18 | 16 | 15 | 16 | 16 | 17 | 19 | 19 | 19 | 19 | 18 | 19 | 19 | 18 | 19 |

Legenda:

Luogo: C = Casa; T = Trasferta. Risultato: V = Vittoria; N = Pareggio; P = Sconfitta.

### Statistiche dei giocatori
| Giocatore    | 2. Bundesliga | 2. Bundesliga | 2. Bundesliga | 2. Bundesliga | Coppa di Germania | Coppa di Germania | Coppa di Germania | Coppa di Germania | Totale   | Totale | Totale      | Totale     |
| Giocatore    | Presenze      | Reti          | Ammonizioni   | Espulsioni    | Presenze          | Reti              | Ammonizioni       | Espulsioni        | Presenze | Reti   | Ammonizioni | Espulsioni |
| ------------ | ------------- | ------------- | ------------- | ------------- | ----------------- | ----------------- | ----------------- | ----------------- | -------- | ------ | ----------- | ---------- |
| P. Assion    | 36            | 2             | 6             | 0             | 2                 | 0                 | 2                 | 0                 | 38       | 2      | 8           | 0          |
| G. Berti     | 15            | 0             | 5             | 0             | 2                 | 0                 | 0                 | 0                 | 17       | 0      | 5           | 0          |
| U. Böpple    | 25            | 2             | 6             | 0             | 3                 | 1                 | 0                 | 0                 | 28       | 3      | 6           | 0          |
| M. Deuerling | 6             | 0             | 0             | 0             | 0                 | 0                 | 0                 | 0                 | 6        | 0      | 0           | 0          |
| L. Ellmerich | 15            | 1             | 1             | 0             | 0                 | 0                 | 0                 | 0                 | 15       | 1      | 1           | 0          |
| A. Glückler  | 13            | 3             | 1             | 0             | 2                 | 1                 | 0                 | 0                 | 15       | 4      | 1           | 0          |
| R. Heilmann  | 18            | 0             | 4             | 0             | 2                 | 0                 | 0                 | 0                 | 20       | 0      | 4           | 0          |
| W. Hemmeter  | 1             | 0             | 0             | 0             | 0                 | 0                 | 0                 | 0                 | 1        | 0      | 0           | 0          |
| D. Kohnle    | 0             | 0             | 0             | 0             | 0                 | 0                 | 0                 | 0                 | 0        | 0      | 0           | 0          |
| K. Krannich  | 2             | 0             | 0             | 0             | 0                 | 0                 | 0                 | 0                 | 2        | 0      | 0           | 0          |
| V. Lopes     | 35            | 2             | 6             | 1             | 2                 | 0                 | 0                 | 0                 | 37       | 2      | 6           | 1          |
| W. Nickel    | 15            | 0             | 2             | 0             | 1                 | 0                 | 0                 | 0                 | 16       | 0      | 2           | 0          |
| S. Okwaraji  | 28            | 5             | 7             | 0             | 2                 | 0                 | 0                 | 0                 | 30       | 5      | 7           | 0          |
| K. Perfetto  | 16            | 4             | 1             | 0             | 0                 | 0                 | 0                 | 0                 | 16       | 4      | 1           | 0          |
| T. Richter   | 34            | 0             | 1             | 0             | 3                 | 0                 | 1                 | 0                 | 37       | 0      | 2           | 0          |
| N. Rudić     | 23            | 5             | 0             | 0             | 2                 | 0                 | 0                 | 0                 | 25       | 5      | 0           | 0          |
| M. Schiava   | 8             | 0             | 1             | 0             | 2                 | 0                 | 0                 | 0                 | 10       | 0      | 1           | 0          |
| T. Schmidt   | 37            | 1             | 5             | 0             | 2                 | 0                 | 1                 | 0                 | 39       | 1      | 6           | 0          |
| H. Schuler   | 0             | 0             | 0             | 0             | 0                 | 0                 | 0                 | 0                 | 0        | 0      | 0           | 0          |
| D. Simon     | 0             | 0             | 0             | 0             | 0                 | 0                 | 0                 | 0                 | 0        | 0      | 0           | 0          |
| U. Spies     | 23            | 5             | 0             | 0             | 3                 | 0                 | 0                 | 0                 | 26       | 5      | 0           | 0          |
| H. Steck     | 31            | 2             | 3             | 0             | 3                 | 0                 | 0                 | 0                 | 34       | 2      | 3           | 0          |
| E. Steer     | 31            | 1             | 9             | 0             | 3                 | 0                 | 0                 | 0                 | 34       | 1      | 9           | 0          |
| W. Steubing  | 36            | 17            | 3             | 0             | 2                 | 0                 | 0                 | 0                 | 38       | 17     | 3           | 0          |
| D. Stirn     | 4             | 0             | 0             | 0             | 0                 | 0                 | 0                 | 0                 | 4        | 0      | 0           | 0          |
| A. Zeyer     | 19            | 1             | 2             | 0             | 2                 | 0                 | 0                 | 0                 | 21       | 1      | 2           | 0          |
| M. Zeyer     | 22            | 0             | 1             | 0             | 1                 | 0                 | 0                 | 0                 | 23       | 0      | 1           | 0          |